# Ишевница
Ишевница (хрв. Iševnica) је насељено место у граду Делнице, Приморско-горанска жупанија, Хрватска.

## Историја
До територијалне реорганизације у Хрватској била је у саставу старе општине Делнице.

## Становништво
У попису становништва из 2011. године, Ишевница је имала 9 становника.
| Број становника према пописима | Број становника према пописима | Број становника према пописима | Број становника према пописима | Број становника према пописима | Број становника према пописима | Број становника према пописима | Број становника према пописима | Број становника према пописима | Број становника према пописима | Број становника према пописима | Број становника према пописима | Број становника према пописима | Број становника према пописима | Број становника према пописима | Број становника према пописима |
| ------------------------------ | ------------------------------ | ------------------------------ | ------------------------------ | ------------------------------ | ------------------------------ | ------------------------------ | ------------------------------ | ------------------------------ | ------------------------------ | ------------------------------ | ------------------------------ | ------------------------------ | ------------------------------ | ------------------------------ | ------------------------------ |
| 1857                           | 1869                           | 1880                           | 1890                           | 1900                           | 1910                           | 1921                           | 1931                           | 1948                           | 1953                           | 1961                           | 1971                           | 1981                           | 1991                           | 2001                           | 2011                           |
| 123                            | 100                            | 93                             | 95                             | 72                             | 70                             | 69                             | 68                             | 52                             | 54                             | 42                             | 45                             | 29                             | 12                             | 20                             | 9                              |